# CS Dinamo București (polo)

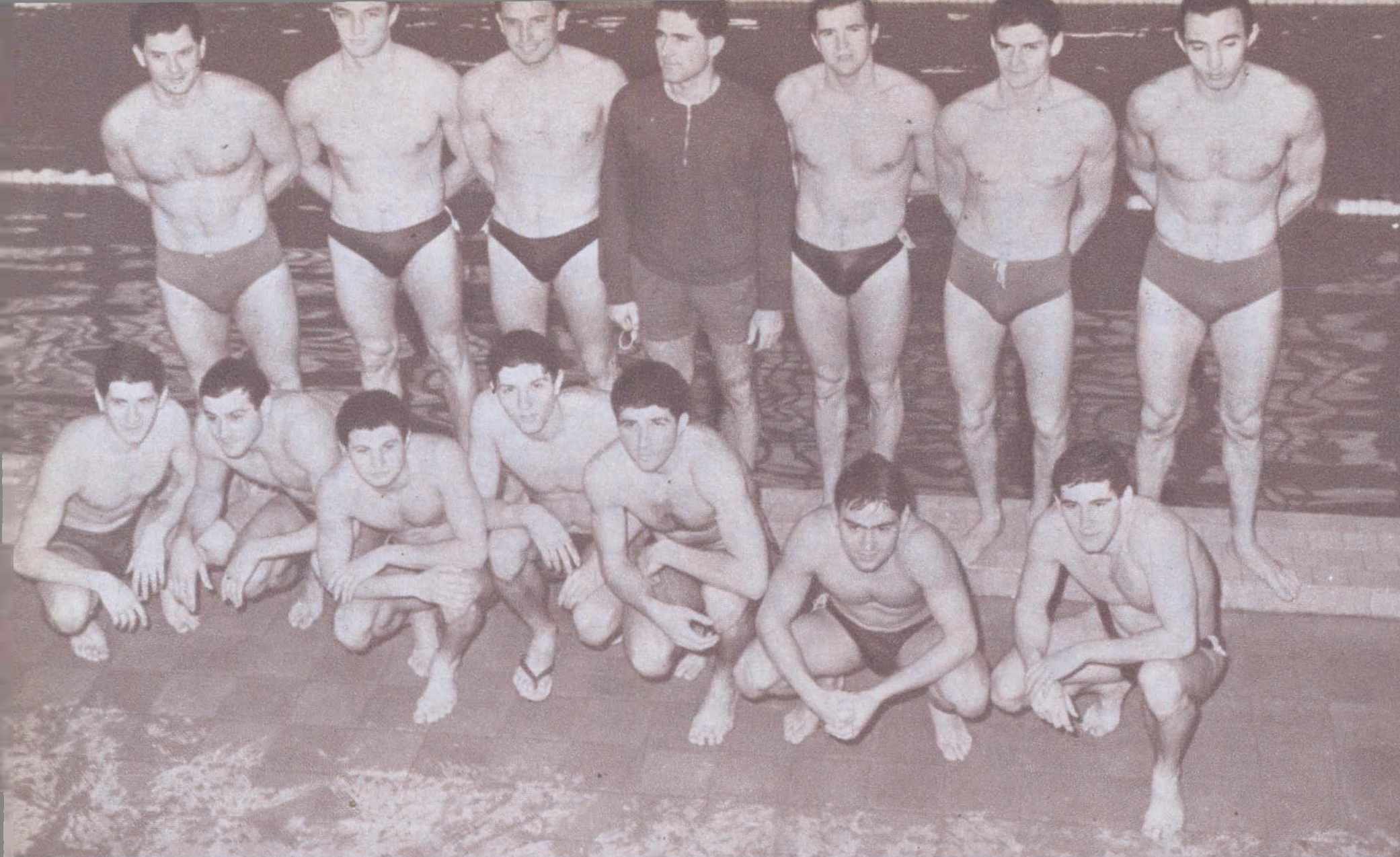
Echipa din 1965

CS Dinamo București este un club de polo din București, România, care evoluează în Superligă. Este cel mai titrat club românesc de polo pe plan național și internațional.

## Istorie
Secția de polo a clubului are până la un punct, o istorie comună cu cea de natație. În anul 1949, la inițiativa rugbistului, Bebe Motica, se înființează secția de polo și natație.
În anul 1950, se constituie echipa de polo cu soldații care știau să înoate și aveau un fizic corespunzător pentru polo. Printre aceștia se numărau Penciu, Vargolici, Th. Angelescu, Nicolaescu, Petcu, Constantinescu, Andrassy, Ion Constantin, Slăvescu și mulți alții. Cu ei în bazin, echipa Dinamo a ocupat locul 5 în ediția de campionat a anului 1951. Peste trei ani, locul echipei este luat de către un lot format din puștii de la Tânărul Dinamovist.
Venirea lui Carol Corcec ca antrenor al echipei, în anul 1957, are ca rezultat câștigarea a nu mai puțin de 15 campionate naționale consecutiv. Au urmat generații de poloiști care au adus acest sport în elita mondială.
Panoplia cu trofee a poloului dinamovist este destul de încărcată: un loc 4, două locuri 5 și un loc 6 la Jocurile Olimpice; un loc 5 la Campionatele Mondiale; trei medalii (una de argint și două de bronz; două locuri 4 și un loc 5 la Campionatele Europene, 42 medalii (dintre care nouă de aur) la Campionatele Balcanice; două medalii (una de aur și una de argint) la Jocurile Mondiale Universitare. Iar lista succeselor este mult mai largă: de trei ori finaliști în Cupa Campionilor Europeni; de trei ori finaliști în Cupa Cupelor; de șapte ori câștigători ai Cupei României; 32 de titluri de campioni naționali ai României.

## Palmares

### Intern
- Superliga:
  - Câștigători (32): (record)

- Cupa Romaniei:
  - Câștigători (7)

### Internațional
- Cupa Campionilor Europeni:
  - Finaliști (1): 1968
  - Semi-Finaliști (4): Loc III: 1975, 1988 si Loc IV: 1967, 1973

- Cupa Cupelor:
  - Finaliști (3):

- Jocurile Olimpice:
  - Semifinaliști (1)

## Jucători notabili
- Dan Fischer
- Adrian Nastasiu
- Liviu Răducanu
- Dinu Popescu
- Viorel Rus
- Gheorghe Zamfirescu
- Gruia Novac
- Cornel Mărculescu
- Gavril Blajek
- Ștefan Kroner
- Anatol Grințescu
- Șerban Popescu
- Cornel Frățilă
- Bogdan Mihăilescu
- Cătălin Moiceanu
- Florin Ardeleanu
- Dragoș Stoenescu
- Alexandru Matei
- Dimitri Goanță
- Doru Spânu
- Vlad Sima
- Vlad Hagiu

## Legături externe
- Materiale media legate de CS Dinamo București (polo) la Wikimedia Commons
- Site Oficial